# 10 Tauri
10 Tauri is een ster in het sterrenbeeld Stier met een spectraalklasse F9IV-V. De ster bevindt zich 45,40 lichtjaar van de zon.
Het is de helderste ster van het in onbruik geraakte sterrenbeeld Harpa Georgii (de Harp van George).